# Epimenidés
Epimenidés, řecky Ἐπιμενίδης, též Epimenidés z Knóssu, byl starořecký spisovatel, básník a věštec z přelomu 7. a 6. století př. n. l. Jde o polomytickou osobu. Někdy je řazen mezi sedm mudrců. Stoupenec megarské školy Eubúlidés z Milétu ho proslavil tím, že z něj učinil hrdinu svého známého logického paradoxu (antinomie lháře, Epimenidův paradox, paradox Kréťana), v němž se praví „Kréťan Epimenidés řekl, že všichni Kréťané jsou lháři“.

## Život
Pocházel z Knóssu na Krétě. Byl prý přítelem Solóna a v letech 596–593 př. n. l. rituálně očistil Athény od moru, kterým bylo město postiženo za zavraždění Kylóna. Starověké zprávy jsou však rozporné, např. Platón v Zákonech uvádí, že Epimenidés zavítal do Athén o celé století později. Tyto nesrovnalosti pravděpodobně přispěly ke vzniku tradice o Epimenidově vysokém věku. Legenda tvrdí, že zašel v mládí do jakési krétské jeskyně a probudil se, aniž zestárl, až po 57 letech. Dožil se údajně věku 157 let, podle jiných verzí ještě mnohem více.

## Dílo
Jsou mu připisována básnická díla: O zrození Kúrétů a Korybantů a O zrození bohů, celkem asi 5 000 veršů, dále báseň o stavbě lodi Argó a o Iásónově plavbě do Kolchidy. Měl napsat i díla prozaická: O obětech a krétské ústavě a O Mínóovi a Rhadamanthyovi. Z jeho děl se však zachovaly jen zlomky. Někdy bývá řazen mezi sedm mudrců archaického Řecka.